# 2016 en mathématiques
Cet article présente les faits marquants de l'année 2016 en mathématiques.

## Évènements
- Le 7 janvier 2016 est identifié  par le projet GIMPS le plus grand nombre de Mersenne premier au moment de sa découverte, noté 274 207 281-1[1].

## Prix
- Prix Abel en mathématiques : Andrew Wiles

## Décès

### Janvier
- 1er janvier : 
  - Jacques Deny (né en 1916), mathématicien français.
  - John Coleman Moore (né en 1923), mathématicien américain.
- 4 janvier : Rūsiņš Mārtiņš Freivalds (né en 1942), informaticien et mathématicien soviétique letton.
- 10 janvier : 
  - Abbas Bahri (né en 1955), mathématicien tunisien.
  - Yael Dowker (née en 1919), mathématicienne anglo-israélienne.

### Février
- 12 février : 
  - Daniel Prévot (né en 1940), mathématicien, spéléologue et lichénologue français.
  - Mileva Prvanović (née en 1929), mathématicienne serbe.
- 13 février : Erik Christopher Zeeman (né en 1925), mathématicien anglais.
- 17 février : Jean-Jacques Risler (né en 1940), mathématicien français.
- 24 février : Henda Swart (née en 1939), mathématicienne sud-africaine.

### Mars
- 9 mars : Reinhold Remmert (né en 1930), mathématicien allemand.
- 12 mars : 
  - Verena Huber-Dyson (née en 1923), mathématicienne suisse.
  - Lloyd Shapley (né en 1923), mathématicien et économiste américain.
- 17 mars : Solomon Marcus (né en 1925), mathématicien roumain.
- 27 mars : Kanta Gupta (née en 1938), mathématicienne indo-canadienne.

### Avril
- 1er avril : Tan Lei (née en 1963), mathématicienne chinoise.
- 7 avril : Jean-Lin Journé (né en 1957), mathématicien français.

### Mai
- 1er mai : Solomon W. Golomb (né en 1932), mathématicien et informaticien américain.
- 8 mai : Tom M. Apostol (né en 1923), mathématicien américain.
- 17 mai : Jacques Neveu (né en 1932), mathématicien probabiliste belge.
- 21 mai : Jane Fawcett (née en 1921), mathématicienne et cryptologue britannique.
- 26 mai : Zoltán Ésik (né en 1951), mathématicien, informaticien théoricien et logicien hongrois.
- 30 mai : Henri Cabannes (né en 1923), mathématicien français.

### Juin
- 29 juin : James Cooley (né en 1926), mathématicien américain.

### Juillet
- 2 juillet : Rudolf Kalman (né en 1930), mathématicien et automaticien américain d'origine hongroise.
- 15 juillet : Roger Fletcher (né en 1939), mathématicien britannique.
- 17 juillet : Michael Healy (né en 1923), statisticien britannique.
- 21 juillet : Roger Godement (né en 1921), mathématicien français.
- 26 juillet : 
  - Roy Adler (né en 1931), mathématicien américain.
  - Solomon Feferman (né en 1928), philosophe et mathématicien américain.
- 30 juillet : András Hajnal (né en 1931), mathématicien hongrois.
- 31 juillet :
  - Felix Browder (né en 1927), mathématicien américain.
  - Seymour Papert (né en 1928), mathématicien et informaticien sud-africain.

### Août
- 2 août : Jonathan Borwein (né en 1951), mathématicien écossais.
- 16 août : Yves Gentilhomme (né en 1920), linguiste et mathématicien français.

### Septembre
- 3 septembre : Jean-Christophe Yoccoz (né en 1957), mathématicien français, médaille Fields en 1994.
- 7 septembre : Joseph Keller (né en 1923), mathématicien américain.
- 19 septembre : Boris Trakhtenbrot (né en 1921), informaticien théoricien, logicien et mathématicien roumain, soviétique, devenu israélien.
- 30 septembre : Bjarni Jónsson (né en 1920), mathématicien islandais.

### Octobre
- 15 octobre : Marcel Berger (né en 1927), mathématicien français.
- 22 octobre : Gérard Maugin (né en 1944), physicien et mathématicien français.

### Novembre
- 24 novembre : Charles Stein (né en 1920), statisticien américain.

### Décembre
- 6 décembre : Rudolf Bkouche (né en 1934), mathématicien français.
- 14 décembre : Stephen Fienberg (né en 1942), statisticien américain.
- 29 décembre : Philip Wolfe (né en 1927), statisticien et mathématicien américain.